# Magnetoencefalografie
Magnetoencefalografie (MEG) je funkční neurozobrazovací metoda, která za použití velmi citlivých magnetometrů mapuje mozkové aktivity, a to prostřednictvím záznamu magnetických polí vyvolaných elektrickými proudy, jež se v mozku přirozeně vyskytují. V současné době se nejčastěji setkáváme s použitím magnetometrů SQUID (superconductive quantum interference device – supravodivé kvantově interferenční zařízení). Detekce za pomoci magnetometrů SERF (spin exchange relaxation-free) je zatím ve vývoji. MEG se využívá při výzkumu vnímání a kognitivních procesů v mozku, při lokalizaci patologií před chirurgickým výkonem, při určování funkce různých částí mozku nebo pro neurofeedback. V klinické praxi tak našla magnetoencefalografie význam při studiu a lokalizaci abnormalit mozku, v laboratorní praxi jako jednoduchý nástroj pro měření aktivity mozku.

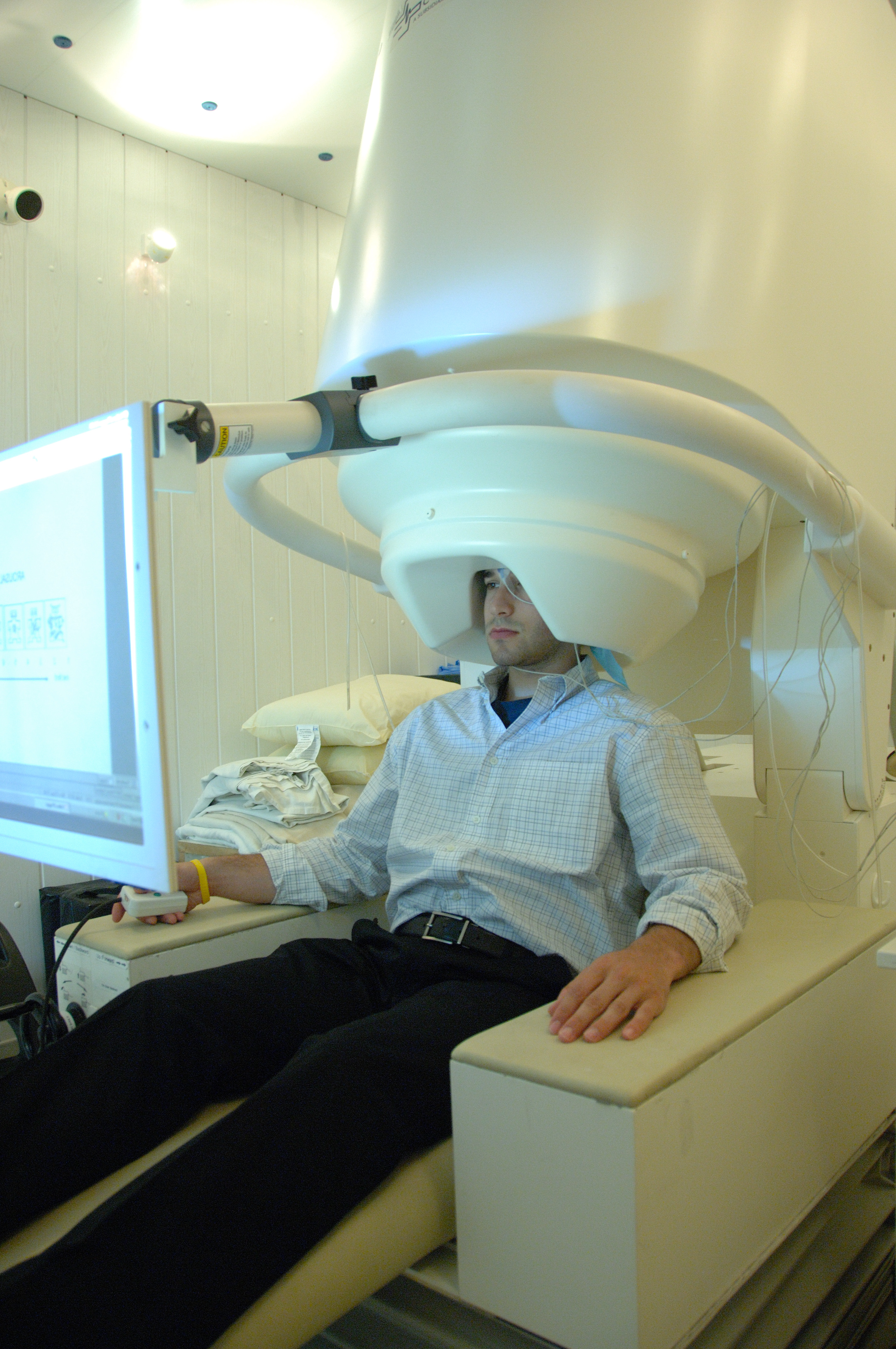
Vyšetření pomocí MEG

## Historie MEG
Poprvé byly MEG signály naměřeny fyzikem Davidem Cohenem roku 1968 na půdě Illinoiské univerzity. Jako detektor použil měděné cívky. Kvůli snížení magnetického šumu z okolí proběhlo měření v magneticky stíněné místnosti. Použitá cívka nebyla příliš citlivá, což vedlo k naměření slabého a zašumělého signálu, který byl téměř nepoužitelný. Později Cohen provedl měření v lépe stíněné místnosti a jako detektor použil jeden z prvních SQUID detektorů vyvinutých Jamesem E. Zimmermanem, výzkumníkem Ford Motor Company. Tentokrát naměřil méně zašumělý signál srovnatelný se signálem EEG. Tento výsledek poté zaujal další vědce. Následně byly naměřeny různé spontánní i evokované signály.
Nejprve byl používán jediný SQUID detektor, jenž postupně snímal magnetické pole v několika bodech kolem hlavy. Toto řešení bylo poněkud těžkopádné, proto v osmdesátých letech začaly výrobci MEG používat více senzorů zaměřených na pole, které pokrylo větší část prostoru kolem hlavy. V současnosti je senzorů 300 a je používána helma, která pokrývá většinu hlavy, což umožňuje rychlé a efektivní snímání MEG signálu.

## Původ MEG signálu
Při mozkové aktivitě dochází k šíření elektrického signálu. Tento elektrický signál indukuje také magnetické pole. Velikost takto indukovaného magnetického pole je velmi malá. Pohybuje se přibližně v rozmezí od 10 fT pro kortikální mozkovou činnost do jednotek pT pro lidský alfa rytmus. Tyto hodnoty jsou ovšem výrazně slabší nežli okolní magnetické pozadí, jehož velikost se v městském prostředí pohybuje okolo desetin μT. Zde je vidět největší problém biomagnetismu, tedy síla jeho signálu, která je ve srovnání s citlivostí běžných senzorů a okolního šumu velmi malá.
MEG (stejně jako EEG) signál pochází z iontových proudů, které tečou dentrity v průběhu synaptického přenosu. Jak plyne z Maxwellových rovnic, protékající proud indukuje ortogonální magnetické pole. Právě toto pole snímáme. Iontové proudy mohou být chápány jako elektrický dipól, který má polohu, orientaci a velikost, ale nemá prostorový rozsah.
Aby byl signál detekovatelný, je potřeba zhruba 50 000 aktivních neuronů. Dipóly musí být souhlasně orientovány, aby se magnetická pole navzájem nevyrušila. Tuto podmínku nejlépe splňují pyramidové buňky, které se nacházejí ve žlábcích (sulci) mozkové kůry. Svazky těchto neuronů jsou orientovány tangenciálně k povrchu hlavy a jejich činnost se promítá do magnetického pole měřitelného i nad povrchem hlavy. Vědci experimentují s různými metodami zpracování signálu a hledají možnosti detekce aktivity i z hlubších částí mozku. Žádná klinicky užitečná metoda zatím není k dispozici.
Stojí zde za zmínku, že akční potenciály neuronů neprodukují pozorovatelné pole, protože neprobíhají souhlasným směrem, takže se jednotlivá magnetická pole indukována tímto proudem vyruší. Tento způsob je ovšem možné použít u periferních nervů.

## Magnetické stínění
Jelikož jsou magnetická pole indukovaná mozkovou aktivitou v řádu fT, je nezbytné stínění od okolních magnetických polí včetně pole Země. Vhodným způsobem, jak můžeme stínění dosáhnout, je místnost obalená hliníkem a mu-metalem pro odstínění vysokých i nízkých frekvencí rušení.

### Magneticky stíněná místnost
Magneticky stíněná místnost je tvořena třemi vnořenými vrstvami. Každá z těchto vrstev je tvořena hliníkem a feromagnetickým materiálem o vysoké permeabilitě (mu-metalem). Tyto tři vrstvy jsou navzájem elektricky izolovány.

## Lokalizace zdroje

### Inverzní problém
Problémem MEG je určení pozice elektrické aktivity v mozku z indukovaných magnetických polí snímaných mimo hlavu. Takovéto problémy, kde parametry modelu (místo aktivity) musí být určeny z naměřených dat, se nazývají inverzními problémy (na rozdíl od dopředných problémů, kde máme určeny parametry [např. pozice zdroje], je potřeba data odhadnout [např. signál]). Největší problém inverzních úloh spočívá v tom, že neexistuje jediné řešení, proto je třeba určit "nejlepší" možnost, což je samo o sobě předmětem výzkumu. Možné řešení může být odvozeno pomocí modelu, získaného s pomocí již nabytých znalostí o mozkové aktivitě.
Zdrojový model může být přeurčený nebo nedourčený. Přeurčený systém se může skládat z několika bodových zdrojů (ekvivalentních dipólů), jejichž poloha může být odhadnuta z naměřených dat. Nedourčené systémy mohou být použity v případech, kdy je aktivováno mnoho rozptýlených oblastí. Pak je nekonečně mnoho možných způsobů, které by nám vygenerovaly naše naměřená data. Musíme proto vybrat jen ty nejvěrohodnější.
Lokalizační algoritmy, které využívají přeurčené systémy fungují iterativně. Nejprve se udělá první odhad. Z něj poté (pomocí dopředného modelování) určíme, jak by vypadala data z takovéhoto odhadu. Následuje další odhad. Snažíme se minimalizovat rozdíl mezi naměřenými daty a daty získanými z našeho odhadu. Celý algoritmus se opakuje, dokud nemáme odhad odpovídající požadované přesnosti.

### Zobrazování magnetického zdroje (MSI – Magnetic source imaging)
Odhadnutá pozice zdroje magnetického pole může být zkombinována s obrázky z magnetické rezonance (MRI) pro vytvoření obrázků magnetického zdroje (MSI). Tyto dvě sady dat jsou kombinovány pomocí polohy výchozích bodů, označených pomocí referenčních markerů. Díky známé poloze referenčních markerů v obou sadách dat můžeme definovat společný souřadnicový systém, díky němuž můžeme kombinovat MEG data s MRI snímky.
Kritikou této metody v klinické praxi je to, že metoda vytváří barevné oblasti s určitými hranicemi na MRI obraze. Nezkušený pozorovatel by si nemusel uvědomit, že barvy nezobrazují fyziologickou jistotu, vzhledem k relativně nízkému prostorovému rozlišení MEG, ale pravděpodobností mrak odvozený ze statistických procesů.

### Dipólový model lokalizace zdroje
Široce přijímaná technika modelování zdroje zahrnuje výpočet sady ekvivalentních proudových dipólů, které předpokládají podkladové nervové zdroje jako zdroje fokální. Tento postup kódování dipólů je nelineární a přeurčený, protože počet neznámých parametrů dipólů je menší, než počet měření MEG. Automatizované více dipólové modelové algoritmy jako MUSIC (multiple signal classification) a MSST (MultiStart Spatial and Temporal) se používají pro analýzu MEG odpovědí.

### Distribuované zdrojové modely
Na rozdíl od více dipólového modelování, distribuované modely rozdělují prostor na mřížku, která obsahuje velký počet dipólů. Inverzní problém je získat dipólové momenty pro uzly mřížky. Jelikož je počet neznámých dipólových momentů vyšší než počet MEG čidel, inverzní řešení je nedourčené. Potřebujeme tedy další omezení, abychom snížili dvojznačnost řešení. Hlavní výhodou tohoto přístupu je, že nepotřebuje předcházející specifikaci zdrojového řešení. Výslednou distribuci může být těžké interpretovat, protože odráží "rozmazaný" (nebo dokonce zkreslený) obraz o skutečné distribuci zdroje.

## Použití MEG
V oblasti výzkumu se MEG používá pro měření časových průběhů činnosti mozku. MEG může sledovat události s přesností 10 ms, zatímco fMRI, která závisí na změnách průtoku krve, může sledovat události s přesností v řádu stovek milisekund. Pro vytvoření funkční mapy lidské mozkové kůry při složitějších kognitivních úlohách se nejčastěji používá v kombinaci s fMRI, protože metody se navzájem doplňují.
MEG se používá pro lepší lokalizování reakcí mozku. Otevřená architektura MEG umožňuje snadnou aplikaci sluchových a zrakových stimulů a zároveň umožňuje určitý pohyb pacienta. Mozkové odpovědi na stimuly mohou být mapovány s lepším prostorovým rozlišením, než jaké nám poskytuje EEG. Psychologové také využívají MEG pro neurozobrazování, aby lépe pochopili vztahy mezi funkcí mozku a chováním.
Nedávné studie ohlásily úspěšné klasifikování pacientů s roztroušenou sklerózou, Alzheimerovou chorobou, schizofrenií, Sjögrenův syndromem, chronickým alkoholismem a bolestí tváře. MEG může být použita pro rozlišení těchto pacientů od zdravých, což poukazuje na budoucí úlohu MEG v diagnostice.

## Porovnání s obdobnými technikami
Nedávné pokroky na poli počítačových algoritmů i hardwaru slibují zlepšení prostorového rozlišení s vysokým časovým rozlišením (kolem jedné milisekundy). Vzhledem k tomu, že MEG je přímým měřením neuronální aktivity, jeho časové rozlišení je srovnatelné s intrakraniálními elektrodami. MEG doplňují další měřící techniky mozkové aktivity, jako je elektroencefalografie (EEG), pozitronová emisní tomografie (PET) a fMRI. Jeho přednosti spočívají v nezávislosti na geometrii hlavy, jedná se o neinvazivní metodu a nepoužívá ionizující záření.

### MEG vs. EEG
Přestože signály MEG i EEG pocházejí ze stejných neurofyziologických procesů, jsou mezi nimi výrazné rozdíly. Magnetické pole bývá méně zkreslené lebkou a pokožkou hlavy než pole elektrické, díky čemuž má MEG lepší prostorové rozlišení. Skalpové EEG je citlivější na tangenciální a radiální složky proudového zdroje ve sférickém objemovém vodiči, MEG detekuje pouze jeho tangenciální složky. EEG je také citlivější na extracelulární proudové objemy generované postsynaptickými potenciály. MEG detekuje intracelulární proudy spojené se synaptickými potenciály. Rozklad magnetického pole v závislosti na vzdálenosti je výraznější než u elektrických polí. Z tohoto důvodu je MEG citlivější na povrchovou kortikální aktivitu, díky čemuž je vhodná pro studium neokortexu a epilepsie